# Vladimir Koev
Vladimir Koev (en búlgar, Владимир Коев) (Kazanlâk, província de Stara Zagora, 31 d'agost de 1979) va ser un ciclista búlgar, que fou professional del 2006 al 2011.
El juny de 2006 va donar positiu per Estanozolol i va ser suspès durant dos anys.
El juny de 2010 va tornar a donar positiu, ara per Heptaminol. En aquest cas va ser suspès per vuit anys i els resultats que va aconseguir després de la data del positiu van ser anul·lats.

## Palmarès
- 2004
  - 1r a la Volta a Romania
- 2006
  - Vencedor d'una etapa a la Volta a Grècia
- 2009
  - Campió dels Balcans contrarellotge
- 2010
  - 1r a The Paths of King Nikola i vencedor d'una etapa
  -  Campió de Bulgària en contrerellotge
  - 1r a la Volta a Romania i vencedor d'una etapa
- 2011
  - 1r a la Sibiu Cycling Tour i vencedor d'una etapa
  - Vencedor d'una etapa a la Volta a Romania